# Hupfmühle

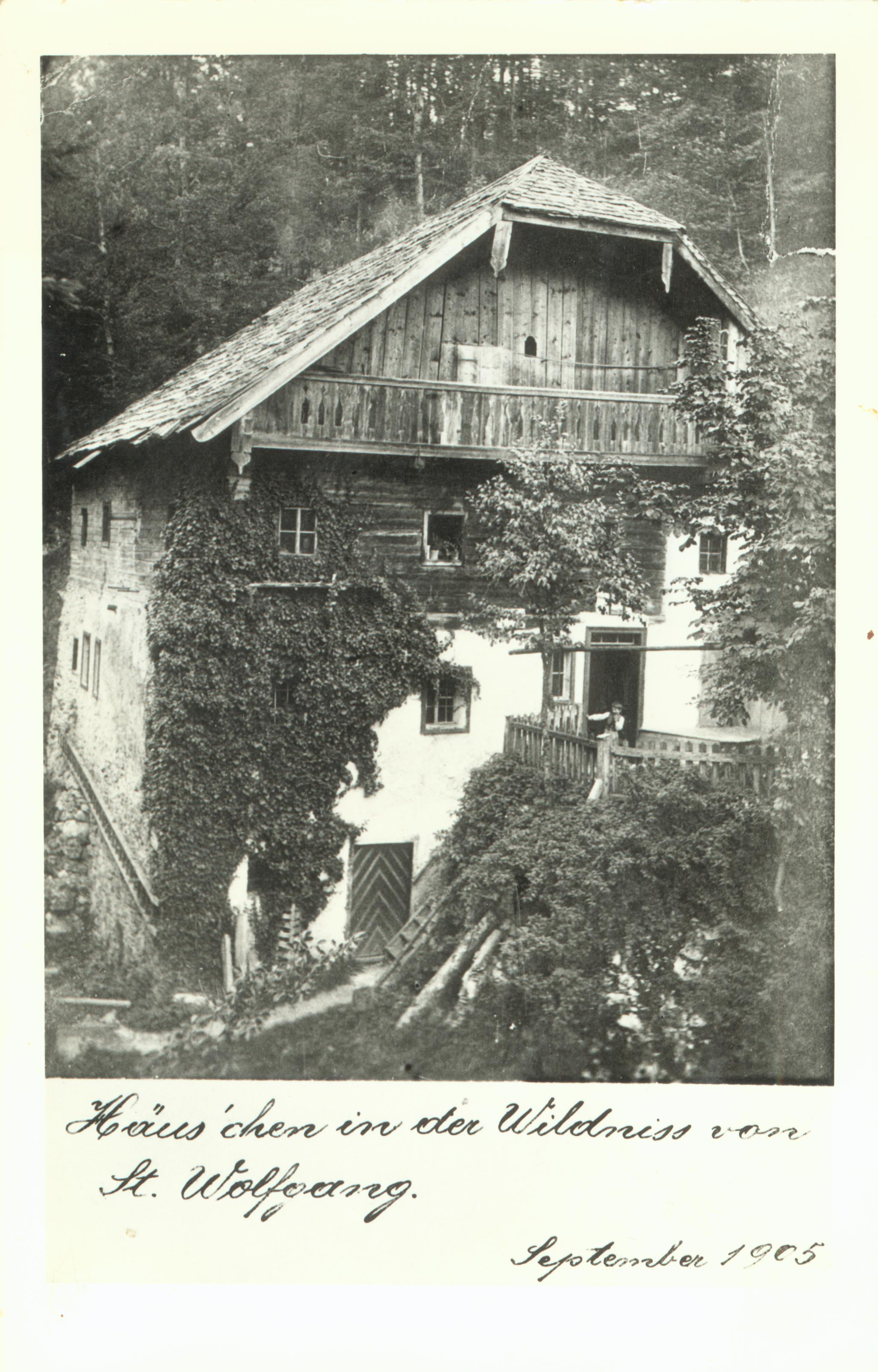
Die Hupfmühle anno 1905

Die Hupfmühle steht in der zu beiden Seiten bewaldeten Schlucht des Ditlbachs zum nahen Wolfgangsee.
Sie wurde einst als Gmach-Mühle (häusliche Privatmühle) errichtet und ist als solche in den Urbaren des Stiftes Mondsee bereits im 16. Jahrhundert verzeichnet. Seit dem 18. Jahrhundert trägt sie in den Urkunden den Namen Ehe-Mühle in der Au, wird im Volksmund aber nach ihrem Besitzer Philip Hupf (1764–1771) „Hupfmühle“ genannt.
Sie soll auch bei Schmugglern eine Rolle gespielt haben, lag sie doch in der Nähe der Grenze zwischen dem Fürsterzbistum Salzburg und Österreich. Allerdings lässt sich nur die Mühlen-Gerechtigkeit (Gerechtigkeit nannte man früher die heutigen Gewerbeberechtigungen) nachweisen, die erst 1884 erlosch.
Der St.-Rupert-Pilgerweg führt von St. Gilgen über den Falkenstein hier vorbei, und dann weiter Richtung Postalm. Nach ca. 2 Stunden Gehzeit ab St. Gilgen überquert er den Ditlbach und führt direkt an der Hupfmühle vorbei.
Seit 1925 beherbergt die Mühle einen Gastbetrieb, der anfangs als Jausenstation geführt wurde. Seit 1958 führt die Familie Hutterer das Fischrestaurant Hupfmühle.